# Astamangala

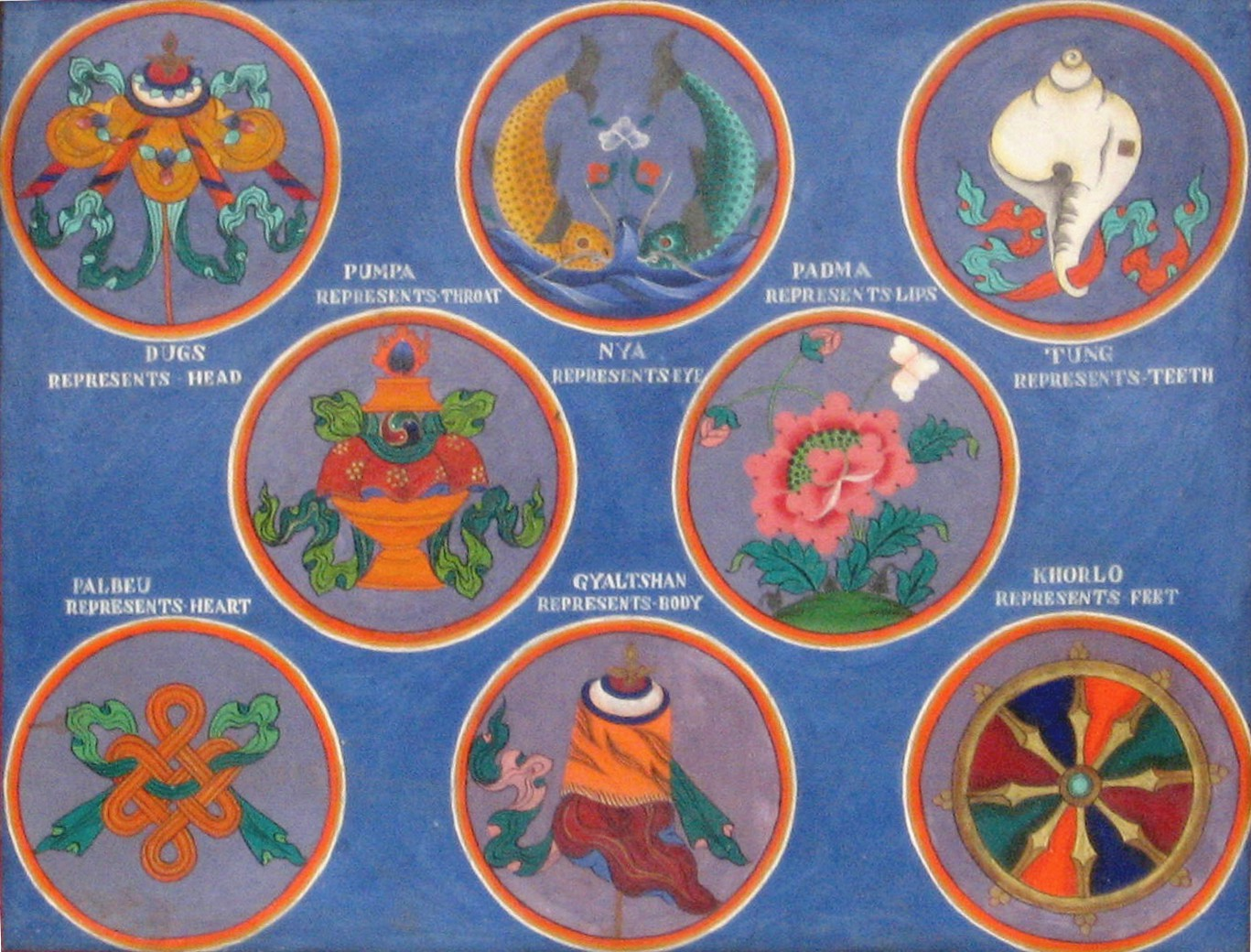
Astamangala: felső sor (balról jobbra): napernyő, kettős aranyhal, kagyló; középső sor: kincses váza, lótusz; alsó sor: végtelen csomó, győzedelmi zászló és kerék.

Az astamangala (szanszkrit: aṣṭamaṅgala, tibeti: བཀྲ་ཤིས་རྟགས་བརྒྱད་, wylie: trasi takgye; kínai: 吉祥八宝, pinjin: csihsziang papao) olyan sorozat, amely nyolc szerencsejelből, szerencsejegyből vagy szerencseszimbólum, amely több indiai vallásban jelen van, köztük a hinduizmusban, a dzsainizmusban és a buddhizmusban. Az „asta” jelentése „nyolc”, a „mangala” jelentése pedig „kedvező”, „ígéretes”, „szerencsés”, vagy „áldás”, „talizmán”. A szimbólumok vagy a tárgyak „szimbolikus tulajdonságai” (tibeti: ཕྱག་མཚན་, csakcen) istenségek (jidamok) és oktatási eszközök. A nyolc jel kultúránként eltérő lehet.

## A buddhizmusban
A tibeti buddhizmusban egy nyolc tagból álló, meghatározott szimbólumcsoportot használnak a hétköznapi és a művész emberek egyaránt. Ezek általános értelmezése a következő - jóllehet egyes hagyományokban eltérő magyarázatok szerepelhetnek:

### Kagyló

Sankha

A jobbra tekeredő kagylóhéj (szanszkrit: sankha; tibeti: དུང་དཀར་གཡས་འཁྱིལ་, wylie: dungkar jenkhjil) jelenti a dharma gyönyörű, mély, dallamos hangját, amely felébreszti a gyakorlókat a nemtudás mély szendergéséből és saját és más érző lény jóléte érdekében cselekedjenek. A hinduizmusban a kagyló Visnu egyik eszköze a szudarsana csakrával együtt (tányér alakú forgó fegyver). A vaisnavizmus szerint Gautama Buddha Visnu egyik avatárja.

### Végtelen csomó

Végtelen csomó

A végtelen csomó (szanszkrit: srívaca; tibeti: དཔལ་བེའུ་, wylie: pelbeu) egy összecsavart hurok, amely a szerelmet jelképezi. Ezenfelül jelenti még a bölcsesség és az együttérzés egymásba fonódását, a vallásos tanok és a világi ügyek kölcsönös függőségét, az üresség (súnjata) és a függő keletkezés (pratítja-szamutpáda) szétválaszthatatlanságát, valamint a bölcsesség és a együttérzés (karuná) egységét a megvilágosodásban (lásd namkha). Ez a csomó vagy háló metafora az interpretáció buddhista tanítást is tartalmazza.

### Hal

Kettős aranyhal

A két aranyhal (szanszkrit: gaurmatszja; tibeti: གསེར་ཉ་, wylie: sernya) az érző lények létezésének szerencsés mivoltát jelképezi. A két aranyhal kapcsolódik a Gangesz és a Jamuna folyókhoz, valamint a spirituális erők áramlásához (nádi) és az életerőhöz (prana): 
|  | „A két hal eredetileg India két szent folyóját - a Gangeszt és a Jamunát - jelképezte. Ezeket a folyókat társították a hold és a nap csatornáival, amelyek az orrlyukakból indulnak és a szállítják a lélegzetet vagy pranát felváltott ritmusban. Vallási jelentőségük van a hindu, a dzsaina és a buddhista hagyományokban, valamint szerepel a kereszténységben is. A buddhizmusban a hal boldogságot jelent, mivel teljesen szabadon mozoghatnak a vízben. Termékenységet is jelent és bőséget. Gyakran pontyként ábrázolják, amelyet a keleten szentként tisztelnek szépséges eleganciája, mérete és élettartama miatt.” |
|  | |

### Lótusz

A lótuszvirág, a padma.

A szent lótuszvirág (szanszkrit: padma; tibeti: པད་མ་, wylie: péma) a test, a beszéd és a tudat alapvető tisztaságát jelképezi, amely a ragaszkodás és a vágyak sáros vize fölött lebeg.

### Napernyő

Ékszerekkel kirakott napernyő

Az ékszeres napernyő (Sanskrit: csatrarátna; tibeti: རིན་ཆེན་གདུགས་, wylie: rinchenduk) az ártó erőktől és a betegségektől való védelmet jelenti, az égbolt baldachinja, az éter eleme, amely a buddhizmusban a dharmában vett menedéket is jelent.

### Váza

Kincses váza

A kincses váza  (tibeti: གཏེར་ཆེན་པོའི་བུམ་པ་, wylie: tercsenpo'i bumpa) egészséget, hosszú életet, gazdagságot, bölcsességet és a tér jelenségét jelképezi. A kincses váza ikonográfiai megjelenítése gyakran hasonlít a bhikkhuk (szerzetesek) és a bhikkhunik (apácák) alamizsnagyűjtő edényeihez. Ezt a vázát gyakran használják a vadzsrajána beavatási szertartásokon is.

### Dharmacsakra

A dharmacsakra

A dharmacsakra, vagy más néven „létkerék” (szanszkrit; tibeti: ཆོས་ཀྱི་འཁོར་ལོ་, wylie: csö kji khorlo) Gautama Buddhát és a dharma tanításokat jelképezi. A tibeti buddhizmusban gyakran használatos tárgy középső részén szerepel a gankjil (tibeti). A nepáli buddhisták nem használják a dharmacsakrát szerencsét hozó jelként.
A dharmacsakrát helyettesítheti egy lény hessegető eszköz is a tantrikus manifesztáció szimbólumaként. Jak farokszőrből készül, amelyet hozzáerősítenek egy ezüst foglalathoz. Ezt az eszközt a szertartásos kántálásokkor és púdzsá idején az istenségek legyezésére használják. Az imakerekeket dharmacsakraként díszítik fel. A szudarsana csakra egy hindu kerékszimbólum.
A kerék ábrázolására szolgáló unicode az U+2638: .

### Győzedelmi zászló

Dhvadzsa

A dhvadzsa (szanszkrit; tibeti: རྒྱལ་མཚན་, wylie: gyelcen) az ősi Indiában a harcászatban használt eszköz volt. A tibeti hagyományban tizenegyféle győzedelmi zászlót különböztetnek meg a tizenegyféle szennyeződés leküzdéséhez szükséges különböző módszereknek megfelelően. A tibeti kolostorokban különböző stílusú zászlók találhatók, amelyek mind Buddha győzelmét ünneplik a Mára fölött.

## Szimbólumsorozatok
A különböző hagyományokban más sorrendben használják a szimbólumokat.
A nepáli buddhizmus astamangalái:
1. végtelen csomó
2. lótuszvirág
3. dhvadzsa
4. dharmacsakra (a nepáli buddhizmusban légy hessegető)
5. bumpa
6. aranyhal
7. ernyő
8. kagyló

A kínai buddhizmusban használatos sorrend a Csing-dinasztia idején:
1. dharmacsakra
2. kagyló
3. dhvadzsa
4. ernyő
5. lótuszvirág
6. bumpa
7. aranyhal
8. végtelen csomó

## Hindu jelképek
Az indiai és hindu hagyományban az astamangalát különböző alkalmakkor lehet használni: púdzsá (hódolatkifejezés), esküvő vagy koronázás. Az astamangalát gyakran említik hindu, buddhista és dzsaina szövegek. Az astamangalákat gazdag díszítőelemként használták.
- az észak-indiai hagyományokban:
  - egy oroszlán (radzsa)
  - egy bika (vrisaba)
  - egy kígyó (naga)
  - egy kancsó (kalasa)
  - egy nyaklánc (vidzsajanti)
  - egy vízforraló (ber)
  - egy legyező (vjadzsana)
  - egy olajlámpa (deepa)[7]
- a dél-indiai hagyományokban:
  - légy hessegető
  - teljes váza
  - tükör
  - elefánt idomító eszköz
  - dob
  - olajlámpa
  - zászló
  - kettős hal
- a lista eltérő lehet a helytől, a hagyománytól és a társadalmi csoporttól függően.

## Dzsaina szimbólumok

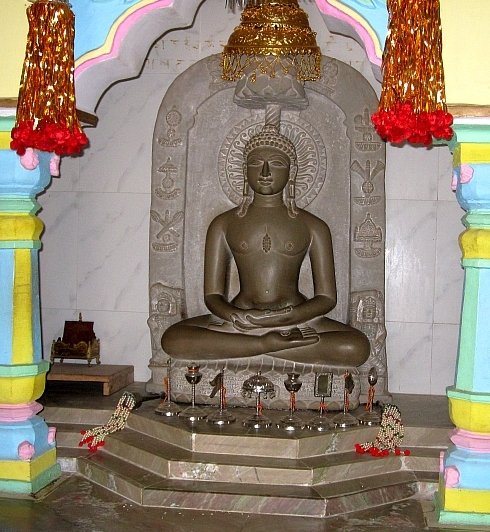
Adinath kép astamangalával

A dzsainizmusban is az astamangala nyolc szerencsehozó szimbólumot jelent. A különböző hagyományok között akadnak apró eltérések, hogy mi tartozik a nyolc szimbólum közé.
A digambara hagyományban a következők:
1. ernyő
2. dhvadsza
3. fém edény (kalasa)
4. légy hessegető
5. tükör
6. szék
7. legyező
8. hajó

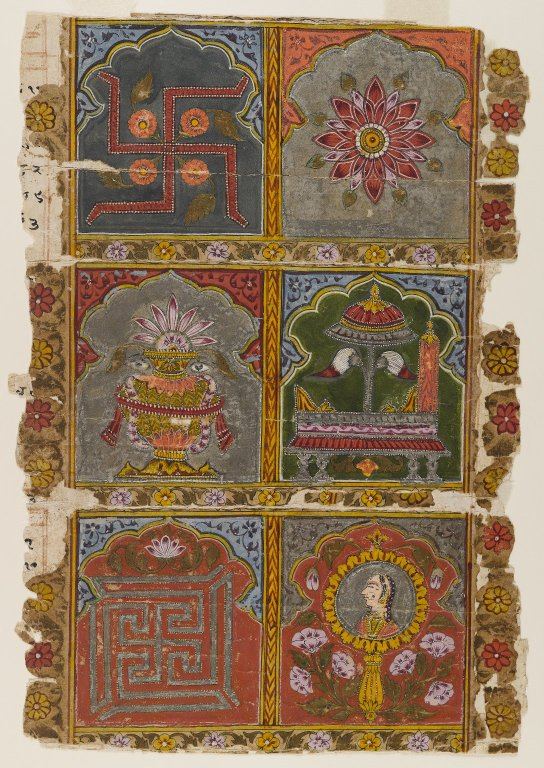
A nyolc astamangalából hat - Jain Vijnaptipatra, Brooklyn múzeum

In the Śvētāmbara tradition, the eight symbols are:
1. szvasztika
2. srivaca
3. nandavarta
4. vardhmanaka (étel hajó)
5. bhadrasana (ülés)
6. Kalasa (fém edény)
7. darpan (tükör)
8. kettős hal